# Meta Janssen-Kucz

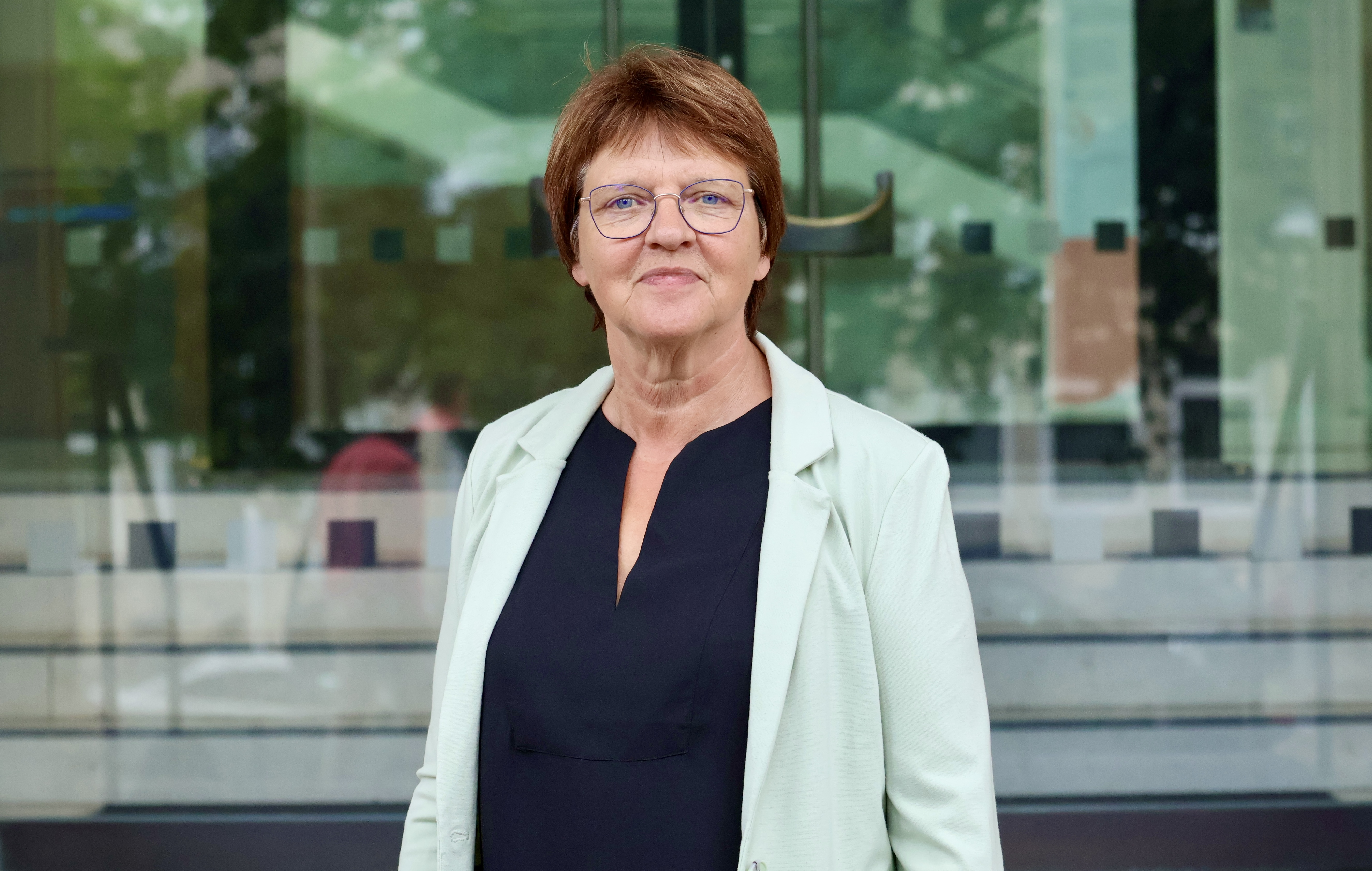
Meta Janssen-Kucz 2024

Meta Janssen-Kucz (* 11. August 1961 in Klein-Remels, Uplengen) ist eine deutsche Politikerin (Bündnis 90/Die Grünen). Janssen-Kucz war von 1998 bis 2008 sowie von 2011 bis 2024 Mitglied des Niedersächsischen Landtags. Von Mai 2014 bis November 2017 war sie Landesvorsitzende der niedersächsischen Grünen. Ab November 2017 bis zu ihrem Ausscheiden aus dem Landtag 2024 war sie Vizepräsidentin des Niedersächsischen Landtages und Sprecherin für Umweltpolitik der Landtagsfraktion der Grünen Niedersachsen.

## Leben
Nach dem Realschulabschluss besuchte Janssen-Kucz die einjährige hauswirtschaftliche Berufsfachschule in Rostrup/Ammerland. Nach einem Praktikum in der Heilerziehungspflege im St.-Lukas-Heim in Papenburg ging sie an die Fachoberschule Emden, Fachbereich Sozialwesen und studierte anschließend an der Fachhochschule Braunschweig/Wolfenbüttel.
Zwischen 1986 und 1996 arbeitete sie als Sozialpädagogin, seit 1991 beim Jugendamt Leer. In der Zeit war sie auch für die Volkshochschule in der Stadt und im Landkreis Leer, für das Amt für Wirtschaftsförderung und das Bildungswerk der niedersächsischen Wirtschaft GmbH tätig. Von Mai 2009 bis Oktober 2011 leitete sie das Europahaus Aurich – Deutsch-Niederländische Heimvolkshochschule e. V. und seit Dezember 2019 ist sie die Vorsitzende.
Sie ist zudem die stellvertretende Vorsitzende des Volksbundes Kriegsgräberfürsorge Niedersachsen e. V., Präsidentin der Europäischen Bewegung Niedersachsen e. V. und seit Mai 2023 auch Vorsitzende des Landesverband der Volkshochschulen Niedersachsen e. V.
Meta Janssen-Kucz lebt in Leer (Ostfriesland) und auf der Nordseeinsel Borkum des Landkreises Leer, ist verheiratet und hat zwei Kinder.

## Politik
Meta Janssen-Kucz ist seit Jahrzehnten auf verschiedenen Ebenen der parlamentarischen Politik aktiv. Seit 1993 ist Janssen-Kucz Mitglied von Bündnis 90/Die Grünen und vertrat ihre Partei als Kommunal- sowie als Landespolitikerin.

### Partei
1993 trat Janssen-Kucz der grünen Partei bei.
1996 wurde sie zur Landesvorsitzenden der niedersächsischen Grünen gewählt, übte dieses Amt bis 1998 aus und begleitete so als Landesvorsitzende die Zeit der grünen Opposition gegen die von Ministerpräsidenten Gerhard Schröder Alleinregierung der SPD in Niedersachsen.
Im Mai 2014 übernahm Meta Janssen-Kucz erneut das Amt der Landesvorsitzenden. Sie folgte Julia Willie Hamburg infolge der Niederlegung des Amtes von Hamburg im Februar 2014 ab. Mit Jan Haude bildete Janssen-Kucz die grüne Doppelspitze des grünen Landesverbands Niedersachsen und wurde im Februar 2015 im Amt bestätigt. Sie war bis November 2017 Landesvorsitzende.

### Kommunalpolitik
Von 1991 bis 1998 war sie Ratsfrau der Gemeinde Moormerland. Damit saß Janssen-Kucz bereits 2 Jahre lang im Gemeinderat, bevor sie Mitglied der Grünen wurde. Seit 1994 und bis 1998 wählte ihre Fraktion sie zur Vorsitzende der dortigen Grünen-Ratsfraktion.
Von 2001 bis 2023 gehörte Janssen-Kucz dem Kreistag des Landkreises Leer an. In der Zeit von 2008 bis 2013 war sie dort Fraktionsvorsitzende und seit Mai 2017 bis zu ihrer Amtsniederlegung im Juni 2023 stellvertretender Fraktionsvorsitzende.
Auch war sie 3. Stellvertretende Landrätin des Landkreises Leer von November 2011 bis April 2013.

### Landespolitik
Meta Janssen-Kucz war zwischen 1998 und 2008 sowie 2011 und 2024 Mitglied des Niedersächsischen Landtages. Sie rückte 2011 für den Abgeordneten Ralf Briese nach und wurde ansonsten stets über die Landesliste der Grünen in den Landtag gewählt.
Seit dem 22. November 2017 war sie Vizepräsidentin des Niedersächsischen Landtags. In der Grünen Landtagsfraktion Niedersachsen war sie als Sprecherin für Gesundheit, Pflege & Senioren, Psychiatrie, Demographie, Häfen & Schifffahrt und im Unterausschuss „Häfen und Schiffahrt“ tätig. In der 19. Wahlperiode ab 2022 war Janssen-Kucz zunächst umweltpolitische Sprecherin der Fraktion, saß für diese auch im Ausschuss „Umwelt, Energie und Klimaschutz“ und war stellvertretendes Mitglied im Unterausschuss „Häfen und Schifffahrt“. Zum 1. Juni 2024 wechselte Janssen-Kucz als Mitglied in den „Ausschuss für Bundes- und Europaangelegenheiten und regionale Entwicklung“ und blieb weiterhin als stellvertretendes Mitglied im Unterausschuss „Tourismus“.  Zudem war Janssen-Kucz Mitglied im Ältestenrat und Präsidium des Landtages.
Am 15. November 2024 kündigte Janssen-Kucz an, ihr Amt und Mandat aus persönlichen Gründen niederzulegen. Sie schied am 11. Dezember 2024 aus dem Landtag aus. Für sie rückte Tamina Reinecke nach. Tanja Meyer folgte ihr als Vizepräsidentin des Landtags.